# Фонд національного добробуту Росії

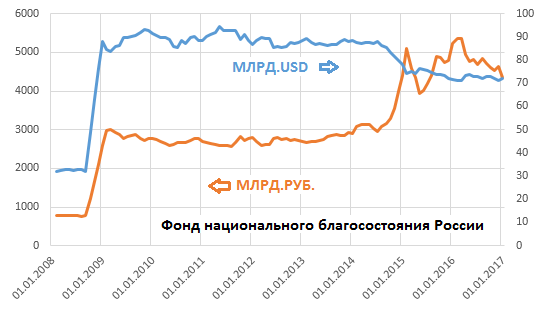
Фонд національного добробуту Росії, динаміка змін 2008..2017

Фонд національного добробуту (ФНБ) сформований 1 лютого 2008 року після поділу Стабілізаційного фонду на Резервний фонд і Фонд національного добробуту. Фонд є частиною механізму пенсійного забезпечення громадян Російської Федерації на тривалу перспективу. ФНБ, спочатку призначений страхувати пенсійну систему, зберігався в де-юре ліквідних інструментах і використовувався для боротьби з кризою в 2008—2009 років.
Після початку повномасштабного військово вторгнення РФ на територію України капітал фонду почав використовуватись для покриття військових видатків РФ.

### Капітал фонду

#### Станом на 2018 рік
66,94млрд.$ що відповідає 4,2 % від ВВП РФ. 47 млрд.$ включені в ЗВР або 68 %, решта 32 % в малоліквідних проектах.
Тільки частина ФНБ є частиною золотовалютних резервів Росії (ЗВР), так як методика МВФ для обліку ЗВР вимагають рівень якості АА — практично еквівалентний іноземній валюті. Тому в ЗВР входить тільки його частина, номінована в іноземній валюті та розміщена Урядом Російської Федерації на рахунках в Банку Росії, яка інвестується Банком Росії в іноземні фінансові активи необхідної надійності. Частина коштів ФНБ (~32%) вкладена в проекти, що неприпустимо за рівнем ризику і ліквідності для ЗВР і не враховується у них. Таким чином, ФНБ виконує функції більш ризикового, але потенційно більш прибуткового інструменту ніж ЗВР для Уряду РФ.

#### Станом на 2025 рік
Станом на 1 червня 2025 у ФНБ залишалося 2,8 трлн рублів (31 млрд дол) — це мінімальний рівень з 2019 року. За три роки обсяг резервів зменшився більш ніж удвічі в рублях і утричі — у доларах: з 113,5 млрд до 37,4 млрд. Наразі в фонді ФНБ залишилося 153,7 млрд юанів (21,2 млрд дол) валютних активів та 139,5 тонни золота, хоча до початку війни запаси перевищували 400 тонн. 

## Опис
Фонд національного добробуту являє собою частину коштів федерального бюджету, що підлягають відокремленому обліку та управління з метою забезпечення співфінансування добровільних пенсійних накопичень громадян Російської Федерації, а також забезпечення збалансованості (покриття дефіциту) бюджету Пенсійного фонду Російської Федерації.

## Формування фонду
Фонд національного добробуту формується за рахунок:
- нафтогазових доходів федерального бюджету в обсязі, що перевищує затверджений на відповідний фінансовий рік обсяг нафтогазового трансферту у разі, якщо накопичений обсяг коштів Резервного фонду сягає (перевищує) його нормативну величину;
- доходів від управління коштами Фонду національного добробуту.

## Розміщення
13 жовтня 2008 року Президент Д. Медведєв підписав пакет законів, раніше прийнятий Державною Думою і схвалений Радою Федерації, по стабілізації фінансової системи країни в умовах фінансової кризи. Зокрема, законодавчі поправки дозволили розміщувати кошти Фонду національного добробуту у Зовнішекономбанку на депозити до 31 грудня 2019 року на загальну суму не більше 450 млрд рублів за ставкою 7 % річних в порядку, встановленому російським урядом. Раніше, 10 жовтня, Голова Уряду В. Путін заявив, що в ролі оператора розміщення держкоштів (включаючи кошти Фонду національного добробуту Росії) в російські акції та облігації виступить Банк розвитку (Зовнішекономбанк).
21 квітня 2010 року Голова Уряду РФ В. В. Путін підписав постанову Уряду Росії про те, що до 1 лютого 2012 року Міністерство фінансів не буде зобов'язане публікувати в Інтернеті відомості про обсяги надійшли на рахунки Резервного фонду і Фонду національного добробуту, про те, де вони розміщені і використовуються. Тим не менше, дані продовжують публікуватися.
17 грудня 2013 р. ЗМІ повідомили про намір Росії розмістити 15 млрд $ з Фонду національного добробуту в українські державні облігації. Дана угода була досягнута в ході переговорів Президентів Росії і України 17 грудня 2013 р.
Однак відповідно до Постанови Уряду Російської Федерації від 19 січня 2008 року № 18 «Про порядок управління коштами Фонду національного добробуту»: «…До боргових зобов'язань іноземних держав, в які можуть розміщуватися кошти Фонду національного добробуту, належать боргові зобов'язання у вигляді цінних паперів урядів Австрії, Бельгії, Великої Британії, Німеччини, Данії, Ірландії, Іспанії, Канади, Люксембургу, Нідерландів, США, Фінляндії, Франції та Швеції…».
23 грудня 2013 року голова уряду РФ Дмитро Медведєв підписав постанову, що змінює порядок розміщення коштів Фонду національного добробуту (ФНБ) в боргові зобов'язання іноземних держав. Згідно з документом, інвестувати кошти ФНБ в іноземні держоблігації відтепер допускається на підставі окремих рішень уряду РФ, що дає можливість вкладатися в папери держав «з більш високим рівнем ризику». постанова дозволив проблему вкладення коштів ФНБ в Україну.
У червні 2017 року, кошти ФНБ на 790,61 млн руб. були перераховані на депозит у Зовнішекономбанку, розміщений в грудні 2016 р за рахунок коштів ФНБ в цілях фінансування проекту Зовнішекономбанку «Модернізація вагонів метро в Будапешті (Угорщина)» і на 21,66 млрд руб. — з метою фінансування проекту «Придбання та надання у володіння і користування (лізинг) вагонів московського метро».

### Структура розміщення активів і проблема їх ліквідності
Частина Фонду національного добробуту РФ, номінована в іноземній валюті та розміщена Урядом Російської Федерації на рахунках в Банку Росії, яка інвестується ним в іноземні фінансові активи, що є складовою міжнародних резервів Російської Федерації. На думку британського тижневика Economist на листопад 2014 р. з 170 млрд доларів, що знаходяться в Резервному фонді і ФНБ більша частина може бути неліквідна або недоступна для використання в разі термінової необхідності.
The Economist висловлює сумніви щодо доступності коштів ФНБ для термінових потреб російського уряду. Видання зазначає, що на листопад 2014 кошти фонду (близько 80 млрд $) виявилися вкладені в різні довгострокові проекти. За словами Сергія Гурієва кошти ФНБ також видані Зовнішекономбанку на будівництво олімпійських об'єктів в Сочі і інші інфраструктурні проекти. Таким чином ФНБ може виявитися не здатний запропонувати ліквідність уряду, а частина золотовалютних резервів Росії, яку реально можна використати може опинитися на 100 млрд доларів менше їх складових $370 млрд. У свою чергу колишній міністр фінансів Росії Михайло Задорнов в інтерв'ю телеканалу Дощ заявив, що можлива до використання сума ЗВР може становити 200 млрд доларів.
Згідно з фінансовим звітом фонду наданих аудиторами, на липень 2017 року на депозитах Банку Росії, з нарахуванням відсотків, розміщено :
- 19,40 млрд доларів США
- 20,41 млрд євро
- 3,83 млрд фунтів стерлінгів

Ці кошти враховуються в ЗВР.
Всього в ризикові активи вкладено 1,6 трильйона рублів (близько 34 % ФНБ) з борговими зобов'язаннями перед ФНБ в рублях і валюті приблизно порівну. Такі активи поділяються на кредити банкам РФ і тільки 0,463 трильйона рублів безпосередньо на інвестпроекти.
Рахункова Палата зазначає, що ризикові інвестиції ФНБ в проекти відстають від планів освоєння і майже половина виділених на проекти коштів залишається у вигляді іноземної валюти.

### Ризикові вкладення фонду та їх прибутковість
Міжнародні санкції проти Росії, введені навесні-влітку 2014 року, обмежили доступ російських компаній на світові ринки капіталу. Щоб компенсувати ці втрати, деякі компанії зробили спроби скористатися засобами ФНБ Росії. Так, у серпні 2014 компанія «Роснефть» звернулася до уряду з проханням про видачу кредиту з коштів ФНБ на суму 42 млрд $, що склало на дату звернення близько половини сукупного обсягу коштів фонду.
В грудні 2014 року був прийнятий Федеральний закон «Про внесення змін у Бюджетний кодекс Російської Федерації», згідно з яким до 10 % коштів Фонду національного добробуту може бути розміщено в російських банках для фінансування інфраструктурних проектів. 30 грудня 2014 року ВТБ банк вже отримав перший транш у розмірі 100 млрд рублів з ФНБ, другий транш в розмірі 150 млрд рублів очікується в першому кварталі 2015 року.
Слід зазначити, що ризик вкладень ФНБ в проекти у вигляді кредитів потенційно приносить дохід на порядок більше, ніж високонадійні боргові облігації в доларах США і ЄС у євро, так як останні мають прибутковість близько 1 % річних. Оскільки розміщення ймовірно проводиться в короткострокових облігаціях, щоб мати можливість відразу ж отримати готівкові долари і євро, то дохід від інвестування ФНБ в економіку США і ЄС становить 0,46 % річних.
При цьому кредити видані ФНБ приносять йому щомісячні доходи за ставкою близько 6,5 % річних у валюті[відсутнє в джерелі] та 23,63 % в рублях. [відсутнє в джерелі]
Прибуток від розміщення активів ФНБ перерахують до бюджету.